# Richard Dean Anderson

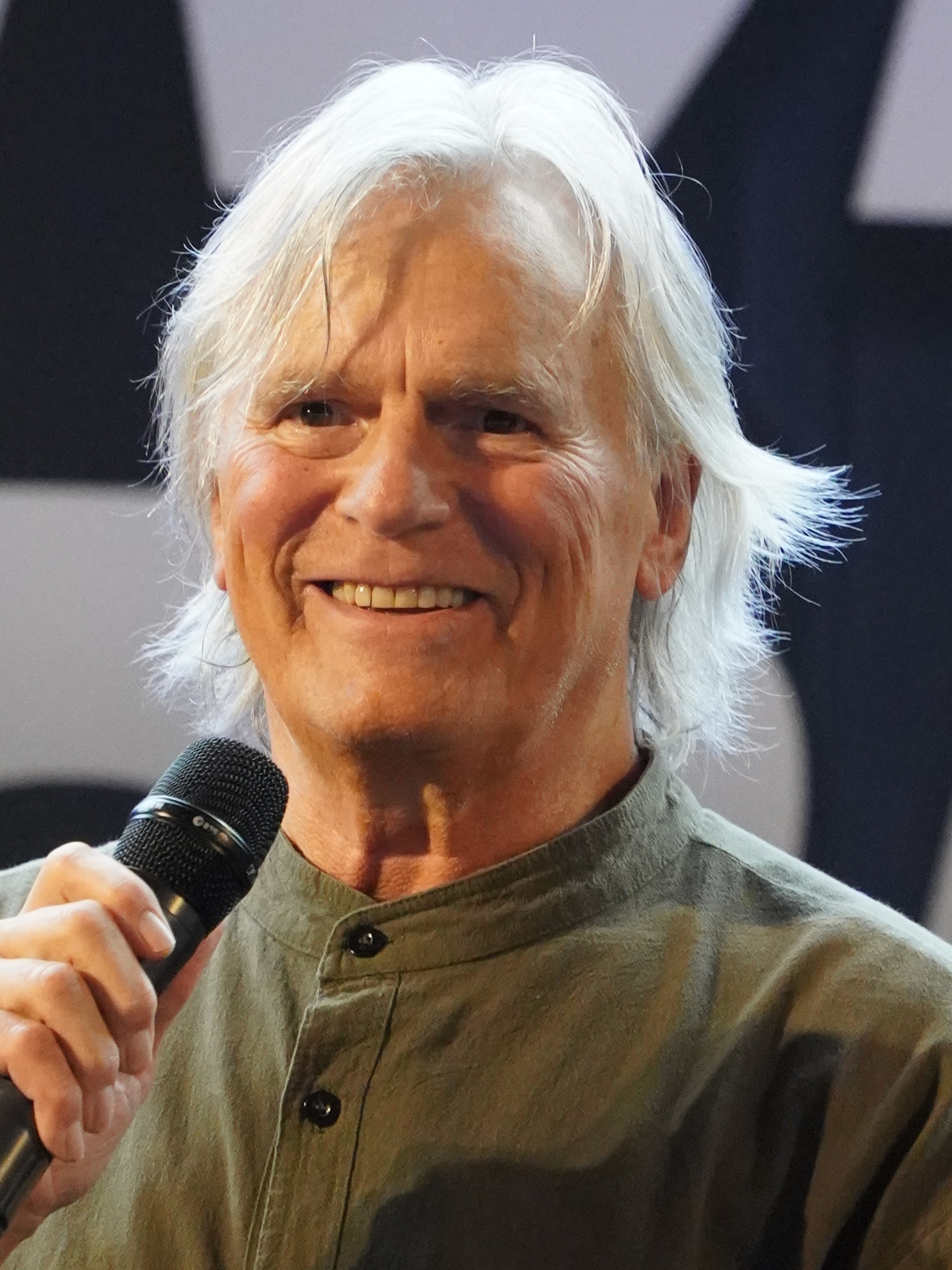
Richard Dean Anderson (2023)

Richard Dean Anderson (* 23. Januar 1950 in Minneapolis, Minnesota) ist ein US-amerikanischer Schauspieler, der vor allem durch seine Hauptrolle in der von 1985 bis 1992 gedrehten Serie MacGyver einem weltweiten Publikum bekannt wurde.

## Leben
Richard Dean Anderson ist der älteste von vier Söhnen von Stuart Jay Anderson und Jocelyn Rhae Carter. Er ist schottischer, schwedisch-norwegischer und finnlandschwedischer Abstammung. Anderson wuchs in Roseville, Minnesota, auf und ging auf die Roseville Area High School. Sein Kindheitstraum, Eishockey-Profi zu werden, endete, als er sich beide Arme brach. Kurzzeitig versuchte er, Jazzmusiker zu werden.
Andersons Schauspielkarriere begann mit der Rolle des Dr. Jeff Webber in der Seifenoper General Hospital (1976 bis 1981). Den Durchbruch schaffte er mit der Fernsehserie MacGyver (1985 bis 1992), in der er als Angus MacGyver sieben Staffeln lang einen einfallsreichen Agenten der Phoenix Foundation spielte, der mit Hilfe von Schweizer Taschenmesser, Kaugummi, Klebeband, Schokolade und anderen Hilfsmitteln des täglichen Lebens fast alles herstellen kann, um seine Aufträge zu bewältigen. Anderson übte viele Stunts der Serie selbst aus und verletzte sich dabei mehrfach. In einem Interview erklärte er, dass die Dreharbeiten zu dieser Serie sein Privatleben stark beeinträchtigt haben.
Nach dem großen Erfolg von MacGyver gründete Anderson zusammen mit Michael Greenburg die Produktionsfirma Gekko Film Corporation mit Sitz in Burnaby, Kanada. Dieses Unternehmen produzierte zwei MacGyver-Filme und war unter anderem mit MGM und Double Secret Productions an der Produktion der Serie Stargate – Kommando SG-1 beteiligt: von 1997 bis Anfang 2005 spielte Anderson eine der Hauptfiguren dieser Serie, Colonel Jonathan „Jack“ O’Neill, die auf dem Film Stargate von Roland Emmerich (mit Kurt Russell als Colonel Jonathan „Jack“ O'Neil) basiert. In der achten Staffel reduzierte er – nun als Brigadier General, der das Kommando von General Hammond, gespielt von Don S. Davis, übernahm – seine Auftritte. In der neunten Staffel verließ er die Serie, um mehr Zeit für seine Familie zu haben. Er hatte jedoch in den weiteren Staffeln von Stargate SG-1, Stargate Atlantis (besonders in Staffel 1 bzw. 3) und Stargate Universe noch einige Gastauftritte als General O’Neill (der nun im Pentagon arbeitet) und war auch weiterhin als Produzent tätig.

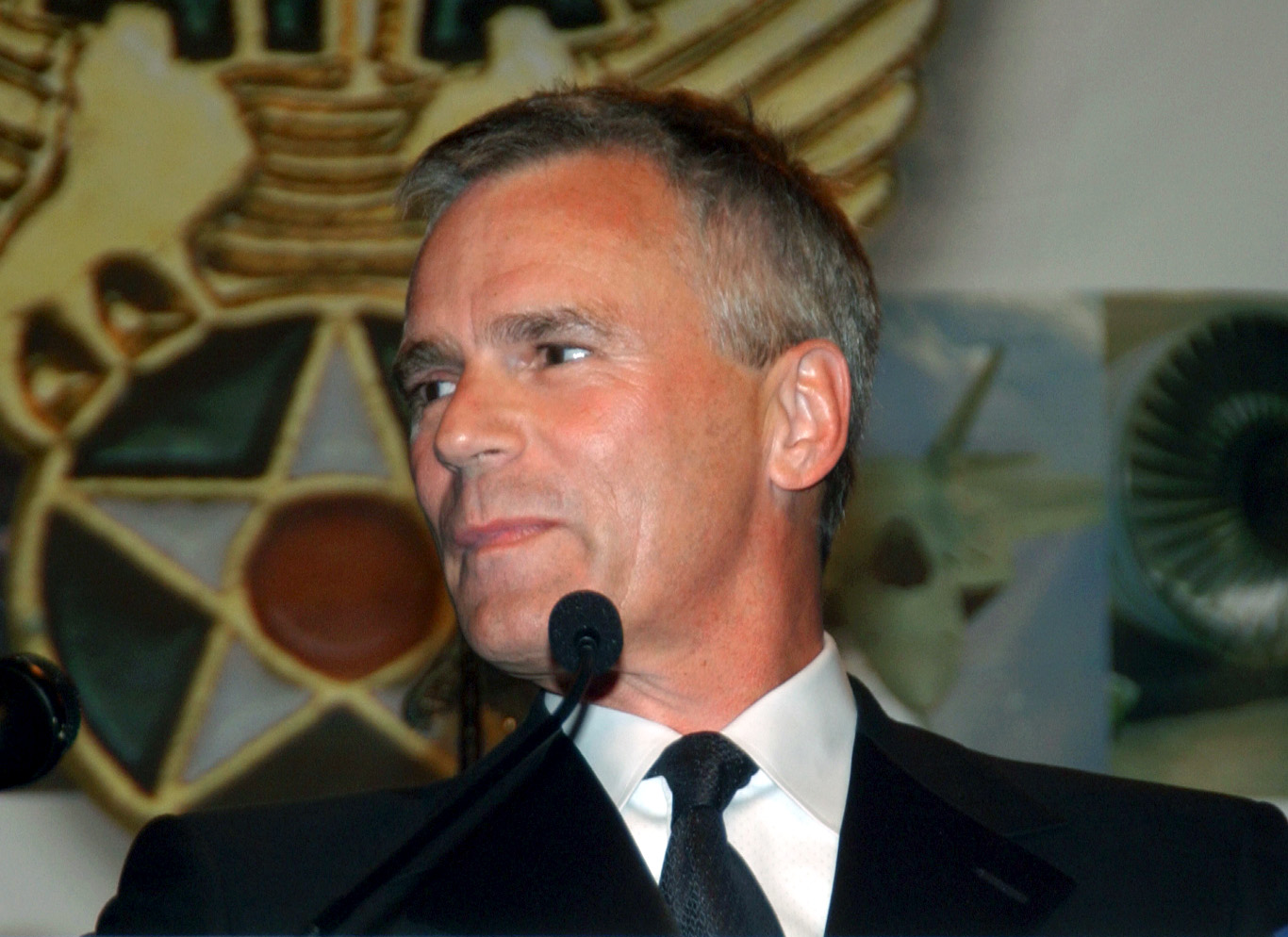
Richard Dean Anderson (2004)

Für seine Rolle als Schauspieler und ausführender Produzent der Serie Stargate SG-1 und der positiven Darstellung der United States Air Force wurde Anderson am 14. September 2004 beim 57. Air Force Anniversary Dinner in Washington, D.C. mit einer Auszeichnung geehrt  und zum Brigadier General ehrenhalber ernannt. Anderson hatte zu Beginn der Serie eine Gastrolle bei den Simpsons.
Nach seinem Ausstieg bei Stargate SG-1 im Jahre 2007 begann er, sich sukzessive aus dem Showgeschäft zurückzuziehen. Er nahm in den folgenden Jahren lediglich kleinere Gast- und Nebenrollen an und war vereinzelt in Werbespots zu sehen. Seinen letzten Auftritt in einer Film- oder Serienproduktion hatte er 2013 in der Sitcom Apartment 23.
Richard Dean Anderson war nie verheiratet; er hat eine Tochter mit Apryl Prose und war unter anderem mit Teri Hatcher, Sela Ward und Katarina Witt liiert. Anderson ist Unterstützer der Umweltschutzorganisation Sea Shepherd Conservation Society.

## Filmografie

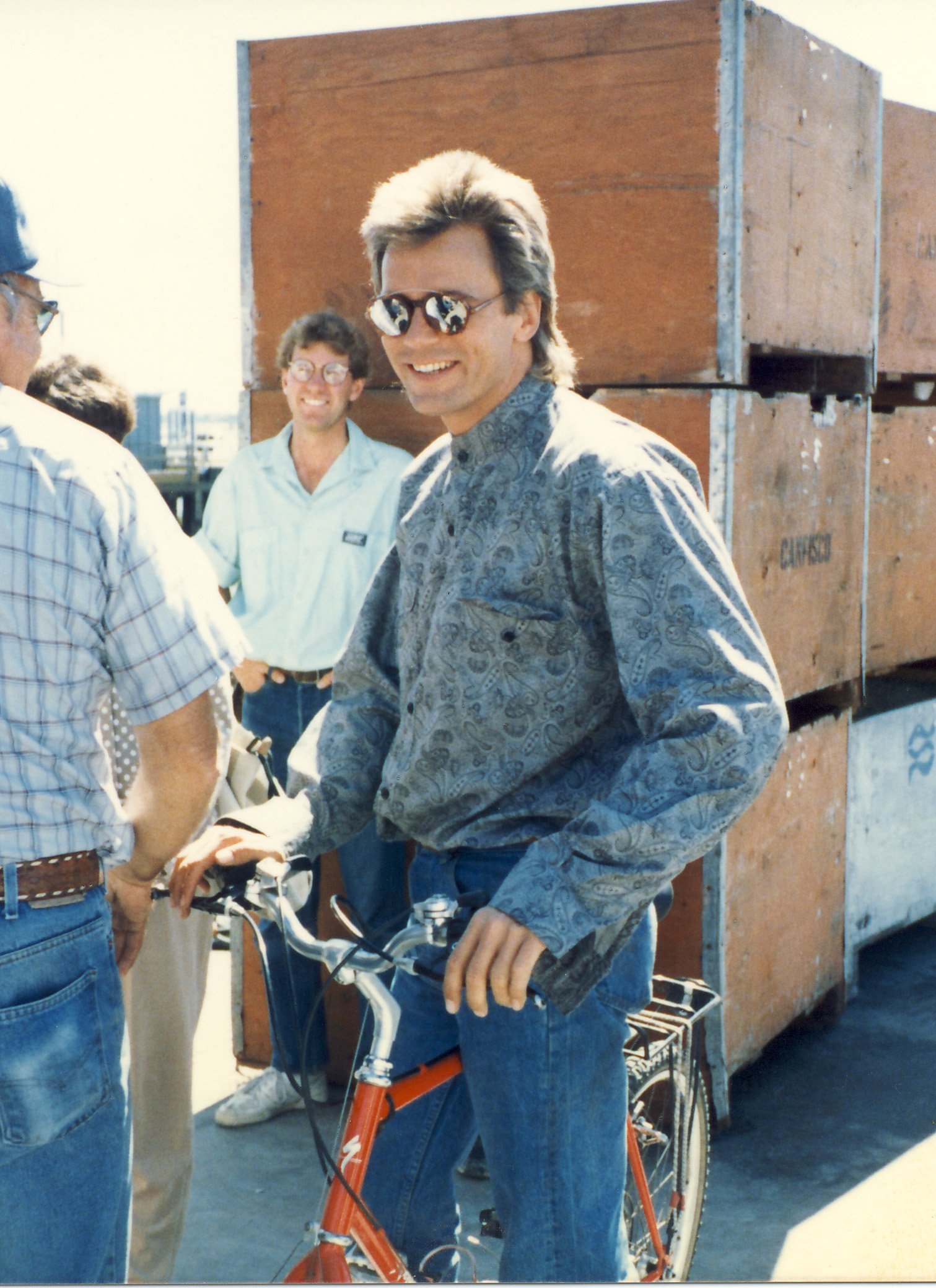
Richard Dean Anderson (etwa 1985)

- 1976–1981: General Hospital (Fernsehserie)
- 1982: Love Boat (Fernsehserie, Folge 5x24)
- 1982–1983: Seven Brides for Seven Brothers (Fernsehserie, 22 Folgen)
- 1983–1984: Emerald Point N.A.S. (Fernsehserie, 22 Folgen)
- 1984: Heiße Geschäfte (Odd Jobs)
- 1985: Verlorene Helden (Ordinary Heroes)
- 1985–1992: MacGyver (Fernsehserie, 139 Folgen)
- 1992: Schrei, wenn du kannst (In the Eyes of a Stranger)
- 1992: Mit den Augen des Mörders (Through the Eyes of a Killer)
- 1994: MacGyver – Endstation Hölle (Trail to Doomsday)
- 1994: MacGyver – Jagd nach dem Schatz von Atlantis (Lost Treasure of Atlantis)
- 1994: Von Eifersucht besessen (Beyond Betrayal)
- 1995: Legend (Fernsehserie, 12 Folgen)
- 1995: Lucky im Glück (Past the Bleachers)
- 1996: Pandora’s Clock – Killerviren an Bord der 747 (Pandora’s Clock)
- 1996: Die Retter – Feuerhölle in Manhattan (Firehouse)
- 1997–2007: Stargate – Kommando SG-1 (Fernsehserie, 175 Folgen)
- 2004, 2006: Stargate Atlantis (Fernsehserie, 3 Folgen)
- 2006: Die Simpsons (The Simpsons, Fernsehserie, Folge 17x17)
- 2008: Stargate: Continuum
- 2009–2010: Stargate Universe (Fernsehserie, 6 Folgen)
- 2011: Fairly Legal (Fernsehserie, 4 Folgen)
- 2011: Raising Hope (Fernsehserie, Folge 2x06)
- 2013: Apartment 23 (Fernsehserie, Folge 2x19)

## Computerspiele
- Fallout (Rolle des Killian, Sprecher)

## Auszeichnungen
- 1998: Saturn Award – Bester Darsteller einer Fernsehserie (Stargate SG-1)

## Synchronisation
Richard Dean Anderson wurde im Laufe seiner Karriere von verschiedenen Synchronsprechern synchronisiert. Lange Zeit fungierte Michael Christian als dessen Standardsynchronstimme unter anderem in der TV-Serie MacGyver. 1986 wurde Anderson im Film Verlorene Helden von Helmut Gauß, 1992 in Mit den Augen eines Mörders von Joachim Pukaß und 2006 in der Simpsons-Folge Kiss, Kiss Bang Bangalore von Matthias Klie gesprochen. Nach Michael Christians Tod 2006 verpflichtete Paramount Erich Räuker für die Nachsynchronisation einiger MacGyver-Episoden im Zuge der DVD-Veröffentlichung. Räuker sprach Anderson bereits in der US-amerikanischen TV-Serie Stargate – Kommando SG-1 (1997 bis 2007) sowie dessen Spin-off Stargate Atlantis (2004) als Colonel beziehungsweise General Jack O’Neill. Zuletzt übernahm Räuker den Part in Stargate: Continuum (2008), Stargate SG-1: Das Tor zum Universum – Final Cut (2009) sowie Stargate Universe (2009). Für eine Neuauflage MacGyvers im Rahmen einer Mercedes-Werbung ist Räuker erneut als Richard Dean Anderson zu hören.